# José Carballo
José Carballo, né le 23 avril 1987 au Nicaragua, est un joueur de football international nicaraguayen, qui évolue au poste de milieu de terrain.

## Biographie

### Carrière en club
José Carballo joue principalement en faveur des clubs du Deportivo Walter Ferreti et du Diriangén FC.

### Carrière en sélection
José Carballo reçoit une seule sélection en équipe du Nicaragua, lors de l'année 2009. Il s'agit d'un match nul (1-1) face au Belize.
Il participe avec l'équipe du Nicaragua à la Gold Cup 2009 organisée aux États-Unis.